# Кривая Серпинского
Кривые Серпинского — это рекурсивно определённая последовательность непрерывных замкнутых плоских фрактальных кривых, открытых Вацлавом Серпинским. Кривая в пределе при {\displaystyle n\rightarrow \infty } полностью заполняет единичный квадрат, так что предельная кривая, также называемая кривой Серпинского, является примером заполняющих пространство кривых.
Поскольку кривая Серпинского заполняет пространство, её размерность Хаусдорфа (в пределе при {\displaystyle n\rightarrow \infty }) равна {\displaystyle 2}. 

Евклидова длина кривой 
{\displaystyle S_{n}} равна {\displaystyle l_{n}={2 \over 3}(1+{\sqrt {2}})2^{n}-{1 \over 3}(2-{\sqrt {2}}){1 \over 2^{n}}},
т. е. она растёт экспоненциально по {\displaystyle n}, а предел при {\displaystyle n\rightarrow \infty } площади области, заключённой кривой {\displaystyle S_{n}}, составляет {\displaystyle 5/12} квадрата  (в евклидовой метрике).
|  |  |  |

## Использование кривой
Кривая Серпинского полезна для некоторых практических приложений, поскольку она более симметрична по сравнению с другими обычно рассматриваемыми заполняющими пространство кривыми. Например, она использовалась в качестве базиса для быстрого построения приближённого решения задачи коммивояжёра (которая ищет кратчайший обход заданных точек) — эвристическое решение заключается в посещении точек в той последовательности, в какой они встречаются на кривой Серпинского. Для осуществления требуется два шага. Сначала вычисляется обратная позиция каждой точки, затем значения сортируются. Эта идея использовалась для системы маршрутизации коммерческих машин, которая базировалась только на карточках Rolodex.
На основе кривой Серпинского могут быть реализованы вибраторные либо печатные конструкции антенн.

## Построение кривой
Заполняющая пространство кривая является непрерывным отображением единичного интервала в единичный квадрат и (псевдо) обратным отображением единичного квадрата в единичный интервал. Один из способов построения псевдообратного отображения следующий. Пусть нижний левый угол (0, 0) единичного квадрата соответствует 0.0 (и 1.0). Тогда верхний левый угол (0, 1) должен соответствовать 0.25, верхний правый угол (1, 1) — 0.50, а нижний правый угол (1, 0) — 0.75. Прообраз внутренних точек вычисляется с использованием рекурсивной структуры кривой. Ниже приведена функция на Java, вычисляющая относительное положение любой точки на кривой Серпинского (то есть, псевдообратное значение).  Функция принимает координаты точки (x, y) и углы заключающего прямоугольного равнобедренного треугольника (ax, ay), (bx, by) и (cx, cy) (Заметим, что единичный квадрат является объединением двух таких треугольников). Остальные параметры определяют уровень точность вычислений.
```
    
static
 
long
 
sierp_pt2code
(
 
double
 
ax
,
 
double
 
ay
,
 
double
 
bx
,
 
double
 
by
,
 
double
 
cx
,
 
double
 
cy
,

        
int
 
currentLevel
,
 
int
 
maxLevel
,
 
long
 
code
,
 
double
 
x
,
 
double
 
y
 
)
 

    
{

        
if
 
(
currentLevel
 
<=
 
maxLevel
)
 
{

            
currentLevel
++
;

            
if
 
((
sqr
(
x
-
ax
)
 
+
 
sqr
(
y
-
ay
))
 
<
 
(
sqr
(
x
-
cx
)
 
+
 
sqr
(
y
-
cy
)))
 
{

                
code
 
=
 
sierp_pt2code
(
 
ax
,
 
ay
,
 
(
ax
+
cx
)
/
2.0
,
 
(
ay
+
cy
)
/
2.0
,
 
bx
,
 
by
,

                    
currentLevel
,
 
maxLevel
,
 
2
 
*
 
code
 
+
 
0
,
 
x
,
 
y
 
);

            
}

            
else
 
{

                
code
 
=
 
sierp_pt2code
(
 
bx
,
 
by
,
 
(
ax
+
cx
)
/
2.0
,
 
(
ay
+
cy
)
/
2.0
,
 
cx
,
 
cy
,

                    
currentLevel
,
 
maxLevel
,
 
2
 
*
 
code
 
+
 
1
,
 
x
,
 
y
 
);

            
}

        
}

        
return
 
code
;
    

    
}

```

Следующий апплет на языке Java рисует кривую Серпинского с помощью четырёх взаимно рекурсивных методов (методов, вызывающих друг друга):
```
import
 
java.applet.Applet
;

import
 
java.awt.Graphics
;

import
 
java.awt.Image
;

public
 
class
 
SierpinskyCurve
 
extends
 
Applet
 
{

    
private
 
SimpleGraphics
 
sg
 
=
 
null
;

    
private
 
int
 
dist0
 
=
 
128
,
 
dist
;

    
private
 
Image
 
offscrBuf
;

    
private
 
Graphics
 
offscrGfx
;

    
public
 
void
 
init
()
 
{

        
sg
 
=
 
new
 
SimpleGraphics
(
getGraphics
());

        
dist0
 
=
 
100
;

        
resize
(
4
 
*
 
dist0
,
 
4
 
*
 
dist0
);

    
}

    
public
 
void
 
update
(
Graphics
 
g
)
 
{

        
paint
(
g
);

    
}

    
public
 
void
 
paint
(
Graphics
 
g
)
 
{

        
if
 
(
g
 
==
 
null
)

            
throw
 
new
 
NullPointerException
();

        
if
 
(
offscrBuf
 
==
 
null
)
 
{

            
offscrBuf
 
=
 
createImage
(
this
.
getWidth
(),
 
this
.
getHeight
());

            
offscrGfx
 
=
 
offscrBuf
.
getGraphics
();

            
sg
.
setGraphics
(
offscrGfx
);

        
}

        
int
 
level
 
=
 
3
;

        
dist
 
=
 
dist0
;

        
for
 
(
int
 
i
 
=
 
level
;
 
i
 
>
 
0
;
 
i
--
)

            
dist
 
/=
 
2
;

        
sg
.
goToXY
(
2
 
*
 
dist
,
 
dist
);

        
sierpA
(
level
);
 
// start recursion

        
sg
.
lineRel
(
'X'
,
 
+
dist
,
 
+
dist
);

        
sierpB
(
level
);
 
// start recursion

        
sg
.
lineRel
(
'X'
,
 
-
dist
,
 
+
dist
);

        
sierpC
(
level
);
 
// start recursion

        
sg
.
lineRel
(
'X'
,
 
-
dist
,
 
-
dist
);

        
sierpD
(
level
);
 
// start recursion

        
sg
.
lineRel
(
'X'
,
 
+
dist
,
 
-
dist
);

        
g
.
drawImage
(
offscrBuf
,
 
0
,
 
0
,
 
this
);

    
}

    
private
 
void
 
sierpA
(
int
 
level
)
 
{

        
if
 
(
level
 
>
 
0
)
 
{

            
sierpA
(
level
 
-
 
1
);

            
sg
.
lineRel
(
'A'
,
 
+
dist
,
 
+
dist
);

            
sierpB
(
level
 
-
 
1
);

            
sg
.
lineRel
(
'A'
,
 
+
2
 
*
 
dist
,
 
0
);

            
sierpD
(
level
 
-
 
1
);

            
sg
.
lineRel
(
'A'
,
 
+
dist
,
 
-
dist
);

            
sierpA
(
level
 
-
 
1
);

        
}

    
}

    
private
 
void
 
sierpB
(
int
 
level
)
 
{

        
if
 
(
level
 
>
 
0
)
 
{

            
sierpB
(
level
 
-
 
1
);

            
sg
.
lineRel
(
'B'
,
 
-
dist
,
 
+
dist
);

            
sierpC
(
level
 
-
 
1
);

            
sg
.
lineRel
(
'B'
,
 
0
,
 
+
2
 
*
 
dist
);

            
sierpA
(
level
 
-
 
1
);

            
sg
.
lineRel
(
'B'
,
 
+
dist
,
 
+
dist
);

            
sierpB
(
level
 
-
 
1
);

        
}

    
}

    
private
 
void
 
sierpC
(
int
 
level
)
 
{

        
if
 
(
level
 
>
 
0
)
 
{

            
sierpC
(
level
 
-
 
1
);

            
sg
.
lineRel
(
'C'
,
 
-
dist
,
 
-
dist
);

            
sierpD
(
level
 
-
 
1
);

            
sg
.
lineRel
(
'C'
,
 
-
2
 
*
 
dist
,
 
0
);

            
sierpB
(
level
 
-
 
1
);

            
sg
.
lineRel
(
'C'
,
 
-
dist
,
 
+
dist
);

            
sierpC
(
level
 
-
 
1
);

        
}

    
}

    
private
 
void
 
sierpD
(
int
 
level
)
 
{

        
if
 
(
level
 
>
 
0
)
 
{

            
sierpD
(
level
 
-
 
1
);

            
sg
.
lineRel
(
'D'
,
 
+
dist
,
 
-
dist
);

            
sierpA
(
level
 
-
 
1
);

            
sg
.
lineRel
(
'D'
,
 
0
,
 
-
2
 
*
 
dist
);

            
sierpC
(
level
 
-
 
1
);

            
sg
.
lineRel
(
'D'
,
 
-
dist
,
 
-
dist
);

            
sierpD
(
level
 
-
 
1
);

        
}

    
}

}

class
 
SimpleGraphics
 
{

    
private
 
Graphics
 
g
 
=
 
null
;

    
private
 
int
 
x
 
=
 
0
,
 
y
 
=
 
0
;

    
public
 
SimpleGraphics
(
Graphics
 
g
)
 
{

        
setGraphics
(
g
);

    
}

    
public
 
void
 
setGraphics
(
Graphics
 
g
)
 
{

        
this
.
g
 
=
 
g
;

    
}

    
public
 
void
 
goToXY
(
int
 
x
,
 
int
 
y
)
 
{

        
this
.
x
 
=
 
x
;

        
this
.
y
 
=
 
y
;

    
}

    
public
 
void
 
lineRel
(
char
 
s
,
 
int
 
deltaX
,
 
int
 
deltaY
)
 
{

        
g
.
drawLine
(
x
,
 
y
,
 
x
 
+
 
deltaX
,
 
y
 
+
 
deltaY
);

        
x
 
+=
 
deltaX
;

        
y
 
+=
 
deltaY
;

    
}

}

```

Следующая программа на языке Лого рисует кривую Серпинского с использованием рекурсии.

```
to half.sierpinski :size :level
 if :level = 0 [forward :size stop]
 half.sierpinski :size :level - 1
 left 45
 forward :size * sqrt 2 
 left 45
 half.sierpinski :size :level - 1
 right 90
 forward :size 
 right 90
 half.sierpinski :size :level - 1
 left 45
 forward :size * sqrt 2 
 left 45
 half.sierpinski :size :level - 1
end
```

```
to sierpinski :size :level
 half.sierpinski :size :level
 right 90
 forward :size
 right 90
 half.sierpinski :size :level
 right 90
 forward :size
 right 90
end
```